# 677

## Hlava státu
- Papež – Donus (676–678)
- Byzantská říše – Konstantin IV. Pogonatos
- Franská říše – Theuderich III. (675–691)
  - Austrasie – Dagobert II. (676–679)
- Anglie
  - Wessex – Centwine
  - Essex – Sighere + Sebbi
- Bulharsko
  - Volžsko-Bulharský chán – Kotrag (660–700/710)